# 1387 en Angleterre
Chronologie de l'Angleterre
- 1383
- 1384
- 1385
- 1386
- 1387
- 1388
- 1389
- 1390
- 1391

Cette page concerne l'année 1387 du calendrier julien.

## Naissances en 1387
- 27 octobre : Thomas Dacre, 6e baron Dacre
- 25 décembre : Walter Devereux, chevalier
- Date inconnue :
  - Thomas de Lancastre, 1er duc de Clarence et 1er comte d'Albemarle
  - John Neville, noble

## Décès en 1387
- 4 février : Hugh Segrave, lord grand trésorier
- 24 avril : Gilbert Talbot, 3e baron Talbot
- 21 mai : Thomas Umfraville, noble
- 1er octobre : William de Aldeburgh, 1er baron Aldeburgh
- 19 décembre : Thomas Molineux, noble
- Date inconnue :
  - David Hanmer, juge
  - Thomas Hasilden, member of Parliament pour le Cambridgeshire
  - Philippa de Roet, noble
  - Roger de Scales, 4e baron Scales (en)